# مو (خواننده)
کارن مری اگارد اورستد اندرسن (به دانمارکی: Karen Marie Aagaard Ørsted Andersen) (زادهٔ ۱۳ اوت ۱۹۸۸) که بیشتر با نام مو (انگلیسی: MØ) شناخته می‌شود خواننده و ترانه‌سرای دانمارکی است. نام هنری او یعنی MØ در دانمارکی به معنی باکره یا پیشخدمت است. دو ترانه از وی مشهور است یکی التماس می‌کنی برایش که با ایگی ازیلیا بود و دیگری تکیه کردن است. «تکیه کردن» در چارت‌های بین‌المللی به موقعیت‌های خیلی خوبی دست یافت.